# Albert Demtjenko
Albert Michajlovitj Demtjenko (ryska: Альберт Михайлович Демченко), född 27 november 1971 i Tjusovoj, Ryska SFSR Sovjetunionen, är en rysk rodelåkare som har tävlat sedan 1992. Efter att ha deltagit i fyra olympiska spel vann han silvret i Vinter-OS 2006 i singelåkningen. I sina sjätte olympiska spel 2010 hamnade han på fjärde plats.
Demtjenko blev totalsegrare i singelåkningen i världscupen 2004-2005.